# Thierry Hazard (zanger)
Thierry Hazard (7 juni 1962), echte naam Thierry Gesteau, is een Franse zanger.
Hazard werd geboren in Compiègne en groeide op in Sèvres. In de jaren tachtig werd hij zanger van de band GPS, een afkorting van Garage Psychiatrique Suburbain. Hazard bracht in 1988 zijn eerste solosingle Poupée psychédélique uit, maar deze werd geen succes. Twee jaar later verscheen Le Jerk, dat een forse hit werd (nr. 2 in de Franse hitparade). In 1990 bracht hij ook zijn eerste soloalbum uit Pop Music, met nummers als Les brouillards de Londres, Un jour c'est oui, un jour c'est non en Les temps sont durs. Zijn tweede album Où sont passés les Beatniks? verscheen in 1994. De singles Julie est trop prude en Où sont passés les beatniks? deden echter weinig.

## Singles
- Poupée psychédélique (1988)
- Le Jerk (1989)
- Poupée psychédélique (1990)
- Les brouillards de Londres (1990)
- Un jour c'est oui, un jour c'est non (1991)
- Les Temps sont durs (1991)
- Julie est trop prude (1994)
- Où sont passés les beatniks? (1994)

## Albums
- Pop Music (1990)
- Où sont passés les beatniks ? (1994)
- Le Jerk (2000)